# Independentisme aragonès

L'estelada aragonesa, en la versió més estesa

L'independentisme aragonès és un corrent polític del nacionalisme aragonès que defensa la independència d'Aragó respecte de l'estat espanyol. Actualment es declaren independentistes algunes organitzacions, sindicats i partits polítics com el partit Puyalón, el STA, i per alguns sectors de la CHA.

## L'estrelada aragonesa
L'estelada aragonesa és la bandera utilitzada per alguns membres del nacionalisme aragonès en aplecs i manifestacions. S'ha format a partir de la bandera oficial d'Aragó i una estrella vermella vorejada de negre per fer-la ressaltar sobre el fons en el seu centre. Aquest és el disseny més utilitzat actualment, aparegut per primera vegada en una manifestació a Madrid el 15 de novembre de 1993. La més antiga, però, va ser la de Gaspar Torrente, líder del partit independentista Estado Aragonés, que dissenyà el 1932 una bandera estelada sobre la senyera d'Aragó amb una estrella blanca sobre fons blau. Actualment, també existeix la versió amb l'estrella groga sobre un fons quadrat groc. Aquesta darrera s'identifica més amb el socialisme revolucionari, mentre que la primera té un caràcter més neutre.

## Organitzacions

Logo d'Astral

Astral, que pren el nom de la paraula en aragonès astral (destral) va ser una organització juvenil aragonesa de caràcter independentista aragonès i socialista creada l'any 2007, lligada originàriament a Estau Aragonés, però se'n deslligà el febrer del 2009. El Bloque Independentista de Cuchas fou creat per Astral (antiga joventut d'Estat Aragonès), Estau Aragonés, Chobenalla Aragonesista (joventut de la CHA), A Enrestida, Sendicato d'os Treballadors d'Aragón i Puyalón el 2007 amb la intenció d'aplegar les organitzacions independentistes aragoneses en un mateix bloc que organitzi projectes en comú per a aconseguir la independència i el socialisme a Aragó. Des de setembre del 2008 Estau Aragonés, membre fundador, i Astral, que són les seves joventuts, no formen part del BIC. El primer fou expulsat per serioses discrepàncies amb la resta d'organitzacions del bloc, i les seves joventuts, que eren membre col·laborador, abandonaren el bloc voluntàriament.
El febrer de 2010 Astral i Chobenalla Aragonesista s'unificaren i es conformà l'actual Purna, que al seu torn en 2016 es va fusionar amb A Enrestida, el Bloque Independentista de Cuchas va deixar de tenir activitat, quedant conformat l'espai sobiranista amb Puyalón com a partit de referència i Purna com a col·lectiu juvenil i sindicat estudiantil, i SOA com el sindicat.
Al 2022 Purna va abandonar l'independentisme aragonès, ratificant la seva "ruptura amb el nacionalisme" i apropant-se a les tesis del Moviment Socialista que representen el MS d'Euskal Herria, Horitzó Socialista o la Trobada pel Procés Socialista.

## Galeria de banderes
Versions:

Versió de l'estelada aragonesa dissenyada per Gaspar Torrente el 1932
Una altra versió de l'estelada aragonesa
Versió de l'estelada utilitzada pel grup independentista A Enrestida

## Vegeu més
- Bloque Independentista de Cuchas